# 금 희종
금 희종 완안단(金 熙宗 完顔亶, 1119년 8월 14일(음력 7월 7일) ~ 1150년 1월 9일(음력 1149년 12월 9일))은 금나라의 제3대 황제이다(재위 : 1135년 ~ 1149년). 여진 이름은 하라(카라, 호라, 合剌)이드. 생전 존호는 숭천체도흠명문무성덕황제(崇天體道欽明文武聖德皇帝)이며, 시호는 홍기찬무장정효성황제(弘基纘武莊靖孝成皇帝)이다. 태조 아골타의 적자였던 종준(宗峻, 繩果)의 장자였다. 본처는 여진 귀족 배만홀달(裴満忽達)의 딸 배만씨(裴満氏) 도평황후(悼平皇后)가 1138년에 황후에 자리에 올랐다.)였다. 아들은 배만씨(裴満氏)가 낳은 태자 제안(濟安)으로, 위왕 제도(魏王済道)가 되었다. 어머니는 여진귀족의 딸 포찰씨(蒲察氏)였다. 절일은 만수절(萬壽節)이다.

## 생애
1132년 숙부 오걸매(呉乞買)의 황태자가 되고 1135년 제3대 황제로 즉위하였다. 희종의 시대에 여진식 부족제 국가에서 황제 독재의 확립을 통한 중국풍의 관제를 도입하였다. 중앙집권화가 진행되었고 중국북부의 지배의 강화가 행하여졌다.
외교에 있어서는 황통(皇統) 원년(1141년)에 남송(南宋)과의 사이에 처음으로 화의를 맺었으며, 회수(淮水)를 국경으로 분단되는 것이 고착화되었다. 이로 인해 송은 금에 대해 신하의 예를 갖추고, 세폐(歳幣)를 해마다 지불하는 것으로 정해지는 등, 금에 있어서 압도적인 우위를 보장하는 조약을 맺었다.
한편으로 태자인 제안(済安)과 위왕(魏王) 제도(済道)가 요절하는 바람에 황제의 독재강화를 위해 선대 황제 이래의 공신이었던 점몰갈(粘没喝, 종한宗翰)을 비롯하여 여진인 중신이나 황족들에 대한 좌천과 숙청을 거듭하였다. 나아가 사치에 몰두하며 술에 빠지는 등 폭정을 휘두르는 바람에, 황통 9년(1149년) 12월 9일, 자신의 반대파와 공모하고 측근들을 동료로 포섭한 종제(従弟) 완안량(完顔亮)에 의해 살해되고 말았다. 이때 발해인 출신으로 황제의 침전 관리를 맡고 있던 대흥국(大興国)이 열쇠를 열어주어 궁전으로 몰래 침입해 들어왔고, 그들이 침전까지 들이닥쳤을 때는 희종 자신이 직접 가지고 있던 패도(佩刀)로 맞아 싸우려 했으나, 그 패도마저도 대흥국이 어디론가로 치워버린 뒤였다. 때문에 어떠한 무기도 손에 지니지 못한 채, 심지어 희종 자신의 경호를 맡아야 했을 무관 도단아리출호(徒単阿里出虎)도 침입자들 편에 서서 희종을 베었다. 마지막에는 완안량에 의해 숨이 끊어지는 장절한 최후를 맞았다고 한다. 향년 31세.
사후 해릉양왕에 의해 동혼왕(東昏王)이라 봉해져서 왕으로 격하되어 그 예로써 장사지냈으나, 해릉양왕 역시 폭정을 저지르다 폐위되고 뒤이어 즉위한 세종(世宗)에 의해 대정(大定) 원년(1161년) 민종(閔宗)의 묘호와 무령황제(武霊皇帝)의 시호를 받았다가 대정 19년(1179년) 홍기찬무장정효성황제(弘基纘武荘靖孝成皇帝)로 시호를 고치고 대정 27년(1187년) 희종(熙宗)이라는 묘호로 바뀌었다.

## 가족관계

### 조부모와 부모
- 조부 : 태조(太祖) 무원황제(武元皇帝) 완안아구타(完顔阿骨打)
- 조모 : 성목황후(聖穆皇后) 당괄씨(唐括氏)
- 부친 : 휘종(徽宗) 경선황제(景宣皇帝) 완안 종준(完顔宗峻)
- 모친 : 혜소황후(惠昭皇后) 포찰씨(蒲察氏)

### 황후
| 봉호       | 시호                | 이름(성씨)     | 별칭  | 재위년도        | 생몰년도   | 국구(장인/장모)                     | 능묘       | 비고  |
| ---------- | ------------------- | -------------- | ----- | --------------- | ---------- | ----------------------------------- | ---------- | ----- |
| 황후(皇后) | 도평황후 (悼平皇后) | 배만씨(裴滿氏) | [ 1 ] | 1138년 ~ 1149년 | ? ~ 1149년 | 배만 홀달(裴滿 忽達) 완안씨(完顔氏) | 사릉(思陵) | [ 2 ] |

### 후궁
| 봉호       | 이름(성씨)         | 별칭               | 생몰년도        | 비고  |
| ---------- | ------------------ | ------------------ | --------------- | ----- |
| 현비(賢妃) |                    |                    |                 |       |
| 덕비(德妃) | 오고론씨(烏古論氏) |                    |                 |       |
| 비(妃)     | 협곡씨(夾谷氏)     |                    | ? ~ 1149년      | [ 3 ] |
| 비(妃)     | 장씨(張氏)         |                    | ? ~ 1149년      | [ 3 ] |
| 비(妃)     | 배만씨(裴滿氏)     |                    | ? ~ 1149년      | [ 3 ] |
| 차비(次妃) | 조새월(趙賽月)     | 경복제희(慶福帝姬) | 1119년 ~ ?      | [ 4 ] |
| 차비(次妃) | 조금고(趙金姑)     | 경복제희(慶福帝姬) | 1121년 ~ ?      | [ 4 ] |
| 차비(次妃) | 조비연(趙飛燕)     | 연이종희(燕二宗姬) |                 | [ 5 ] |
| 차비(次妃) | 조옥장(趙玉嬙)     | 숙이종희(肅二宗姬) |                 | [ 6 ] |
| 부인(夫人) | 조옥반(趙玉盤)     | 가덕제희(嘉德帝姬) | 1100년 ~ 1141년 | [ 4 ] |
| 부인(夫人) | 조금노(趙金奴)     | 영덕제희(榮德帝姬) | 1103년 ~ 1142년 | [ 4 ] |
| 부인(夫人) | 조관주(趙串珠)     | 영복제희(寧福帝姬) | 1114년 ~ ?      | [ 4 ] |
| 부인(夫人) | 조금인(趙金印)     | 영복제희(令福帝姬) | 1118년 ~ ?      | [ 4 ] |
| 부인(夫人) | 조단향(趙檀香)     | 월삼종희(越三宗姬) |                 | [ 7 ] |

### 황자
| - | 봉호           | 시호       | 이름                 | 생몰년도        | 생모            | 별칭       | 비고    |
| - | -------------- | ---------- | -------------------- | --------------- | --------------- | ---------- | ------- |
| 1 | 황태자(皇太子) | 영도(英悼) | 완안 제안(完顔 濟安) | 1142년 ~ 1143년 | 도평황후 배만씨 |            | 요절함. |
| 2 | 위왕(魏王)     |            | 완안 도제(完顔 道濟) | ? ~ 1144년      | 현비            | 위왕(魏王) | 요절함. |

황녀
| - | 봉호               | 이름 | 생몰년도 | 생모            | 부마                                | 별칭               | 비고  |
| - | ------------------ | ---- | -------- | --------------- | ----------------------------------- | ------------------ | ----- |
| 1 | 정국공주(鄭國公主) |      |          |                 | 월국공(越國公) 포찰 정수(蒲察 鼎壽) |                    | [ 8 ] |
| 2 | 기국공주(冀國公主) |      |          |                 |                                     |                    |       |
| 3 | 대국공주(代國公主) |      |          | 도평황후 배만씨 | 당괄 변(唐括 辯)                    |                    |       |
| 4 | 공주(公主)         |      |          |                 | 도단 부군노(徒單 府君奴)            |                    |       |
| 5 | 양국공주(梁國公主) |      |          |                 |                                     | 대장공주(大長公主) |       |
| 6 | 심국공주(沈國公主) |      |          |                 | 도단 역(徒單 繹)                    |                    |       |

## 기년
| 희종        | 원년            | 2년        | 3년        | 4년             | 5년        | 6년        | 7년                 | 8년        | 9년        | 10년       |
| ----------- | --------------- | ---------- | ---------- | --------------- | ---------- | ---------- | ------------------- | ---------- | ---------- | ---------- |
| 서력 (西曆) | 1135년          | 1136년     | 1137년     | 1138년          | 1139년     | 1140년     | 1141년              | 1142년     | 1143년     | 1144년     |
| 간지 (干支) | 을묘(乙卯)      | 병진(丙辰) | 정사(丁巳) | 무오(戊午)      | 기미(己未) | 경신(庚申) | 신유(辛酉)          | 임술(壬戌) | 계해(癸亥) | 갑자(甲子) |
| 연호 (年號) | 천회(天會) 13년 | 14년       | 15년       | 천권(天眷) 원년 | 2년        | 3년        | 4년 황통(皇統) 원년 | 2년        | 3년        | 4년        |
| 희종        | 11년            | 12년       | 13년       | 14년            | 15년       |            |                     |            |            |            |
| 서력 (西曆) | 1145년          | 1146년     | 1147년     | 1148년          | 1149년     |            |                     |            |            |            |
| 간지 (干支) | 을축(乙丑)      | 병인(丙寅) | 정묘(丁卯) | 무진(戊辰)      | 기사(己巳) |            |                     |            |            |            |
| 연호 (年號) | 5년             | 6년        | 7년        | 8년             | 9년        |            |                     |            |            |            |